# 조선의 공신
조선의 공신(朝鮮—功臣)은 조선시대 개국이나 반정, 반란 진압 등에 공을 세운 사람들에게 내려주는 칭호와 관직이다. 가장 영예로운 종묘 배향공신은 따로 구분한다. 조선시대의 공신들은 고려시대와는 달리 개국, 반정 등에 공을 세운 사람만 받을 수 있었다.

## 역대 공신 목록

### 개국공신(開國功臣)
1392년, 조선의 개국에 참여한 공신들이다.

### 정사공신(定社功臣)
1398년, 제1차 왕자의 난을 평정하는 데 참여한 공신들이다.

### 좌명공신(佐命功臣)
1400년, 제2차 왕자의 난을 평정하는 데 참여한 공신들이다.

### 정난공신(靖難功臣)
1453년, 수양대군이 일으킨 계유정난에 참여한 공신들이다.

### 좌익공신(佐翼功臣)
1455년, 단종을 퇴위시키고 세조를 즉위시키는 데 참여한 공신들이다.

### 적개공신(敵愾功臣)
1467년, 이시애의 난을 진압하는 데 참여한 공신들이다.

### 익대공신(翊戴功臣)
1468년, 남이의 역모를 진압하는 데 참여한 공신들이다.

### 좌리공신(佐理功臣)
1469년, 성종을 즉위시키는 데 참여한 공신들이다.

### 정국공신(靖國功臣)
1506년, 중종반정 때 중종을 왕으로 세우는 데 참여한 공신들이다.

### 정난공신(定難功臣)
1507년, 이과의 역모를 진압하는 데 참여한 공신들이다. 1517년, 노영손을 제외하고 완전히 삭제되었다.

### 위사공신(衛社功臣)
1545년, 을사사화에 참여한 공신들이다. 1577년에 완전히 삭제되었다.

### 평난공신(平難功臣)
1589년, 정여립의 난을 진압하는 데 참여한 공신들이다.
그러나, 조선시대 4사화와 같고 대부분이 훈구파와 서인이라서 또한 많은 선비를 죽여 비난을 많이 받았다.

### 광국공신(光國功臣)
1589년, 종계변무에 참여한 공신들이다.

### 임진공신
1592년, 임진왜란을 막는 데 참여한 공신들이다.
- 호성공신(扈聖功臣) : 선조가 피난할 때 호종했던 공신들이다.
- 선무공신(宣武功臣) : 전장에서 공을 세웠거나 후방을 지원한 공신들이다.
- 청난공신(淸難功臣) : 1596년에 발생한 이몽학의 난을 진압하는 데 참여한 공신들이다.
- 위성공신(衛聖功臣) : 임진왜란 당시 광해군의 항일활동을 보좌하는 데 참여한 공신들이다. 인조반정 이후 완전히 삭제되었다.

### 정운공신(定運功臣)
1608년, 계축옥사 당시 류영경 일파를 처형하는 데 참여한 공신들이다. 인조반정 이후 완전히 삭제되었다.

### 익사공신(翼社功臣)
1609년, 임해군을 살해하는 데 참여한 공신들이다. 인조반정 이후 완전히 삭제되었다.

### 형난공신(亨難功臣)
1612년, 김직재의 역모를 진압하는 데 참여한 공신들이다. 인조반정 이후 완전히 삭제되었다.

### 정사공신(靖社功臣)
1623년, 인조반정 때 인조를 왕으로 세우는 데 참여한 공신들이다.

### 진무공신(振武功臣)
1624년, 이괄의 난을 진압하는 데 참여한 공신들이다.

### 소무공신(昭武功臣)
1627년, 이인거의 난을 진압하는 데 참여한 공신들이다.

### 영사공신(寧社功臣)
1628년, 유효립의 역모를 진압하는 데 참여한 공신들이다.

### 영국공신(寧國功臣)
1644년, 심기원의 역모를 진압하는 데 참여한 공신들이다.

### 보사공신(保社功臣)
1680년, 복선군과 허견의 역모를 진압하는 데 참여한 공신들이다.

### 부사공신(扶社功臣)
숙종, 경종, 영조 시기 당쟁에 참여한 공신들이다. 영조 즉위 후 완전히 삭제되었다.

### 분무공신(奮武功臣)
1728년, 이인좌의 난을 진압하는 데 참여한 공신들이다.